# 近衛步兵第9聯隊
近衛步兵第9聯隊（日語：、近衛步兵第九聯隊）為大日本帝國陸軍步兵聯隊之一。

## 沿革
- 1944年（昭和19年）

4月26日 - 拝受軍旗、以後擔當九十九里濱中央部防御構建陣地構築
- 1945年（昭和20年）

8月15日 - 終戰

## 歷任聯隊長
| 任 | 姓名     | 在任期間   | 備考 |
| -- | -------- | ---------- | ---- |
| 末 | 生田正次 | 1944.4.6 - |      |

## 關聯項目
- 大日本帝國陸軍聯隊列表